# Censimento della popolazione generale e delle abitazioni 2024 (Marocco)
Il censimento del Marocco del 2024 (in francese Recensement Général de la Population et de l'Habitat 2024, abbreviato in RGPH 2024), è stato il settimo censimento del Marocco. La data di indizione del censimento, ossia quella presa come punto di riferimento per le statistiche, è stata il 1º settembre, esattamente dieci anni dopo rispetto al censimento precedente.
Il Marocco, come avviene in vari paesi del mondo, ogni dieci anni effettua un censimento generale e completo della popolazione e delle abitazioni. Questa versione del censimento si distingue per l'adozione di immagini satellitari ad alta risoluzione, un sistema mobile di informazione geografica e la raccolta dei dati tramite pannelli elettronici (tablet touchscreen) al posto dei moduli cartacei.